# Is It Just Me? (phim)
Is It Just Me? là một bộ phim theo chủ đề đồng tính, được viết và đạo diễn bởi J.C Calciano và phát hành năm 2010.

## Nội dung
Is It Just Me? là một bộ phim có chủ đề đồng tính được viết và đạo diễn bởi J.C Calcino.
Câu chuyện tập trung vào cuộc đời của một chàng trai trẻ, Blaine (Nicholas Downs) khi anh tìm kiếm tình yêu đích thực. Vận may đến với anh khi Xander, (David Loren), một nhạc sĩ người Texas có giọng nói nhẹ nhàng mà anh gặp trên mạng, tỏ ra thích thú với anh. Tuy nhiên, Blaine sớm nhận ra rằng đây không phải là tình huống hoàn hảo mà anh nghĩ đó là khi tiết lộ rằng anh đã vô tình sử dụng tài khoản trực tuyến của bạn cùng phòng thể thao hơn để nói chuyện với Xander. Cameron (Adam Huss), bạn cùng phòng và là một vũ công cờ vây, đồng ý đóng giả Blaine trong một cuộc hẹn hò với Xander. Tình bạn của họ bị Blaine đẩy đến giới hạn khi anh ta hỏi nhiều ân huệ vô lý từ bạn mình để giữ lời nói dối. Những ảnh hưởng của lòng tự trọng thấp là rõ ràng trong cuộc sống của Blaine khi anh không chắc chắn về bản thân đến mức gặp gỡ qua các hồ sơ trực tuyến, nhưng cuối cùng buộc phải đối mặt với chúng.

## Diễn viên
- Nicholas Downs vai Blaine
- David Loren vai Xander
- Adam Huss vai Cameron
- Michelle Laurent vai Michelle
- Michael Donahue vai Antonio
- Bob Rumnock vai Bob
- Bruce Gray vai Ernie
- Christopher King vai Frontier Model
- Keith Roenke vai Barista
- Christopher Tisa vai Coffee Patron (hóa đơn vai Chris Tisa)
- Brian Schulze vai Bạn của Cameron
- Bryce Blais vai Drew
- Jed Bernard vai Pool Shark
- Brody Kramer vai Người đàn ông trên giường
- Michael Hennessy vai Bartender #1
- Alisa Berhorst as Bartender #2 (hóa đơn vai Alisa J. Campbell)
- Jeremiah Dupre vai Bartender #3
- Sam Wickham vai Jogger
- Gabriel Coble vai Neighbor #1
- Derek Soldenski vai Neighbor #2
- Beau Nelson vai Club Kid
- Paul A. Becker vai GoGo Dancer #1
- Michael Elepterakis vai GoGo Dancer #2
- Oskar Rodriguez vai GoGo Dancer #3
- Brandon David Wright vai GoGo Dancer #4 (billed vai Brandon Wright)
- Bijoux vai Donatella